# Enotrio
Enotrio  è un nome proprio di persona italiano maschile.

## Varianti
- Femminili: Enotria[1]

## Origine e diffusione
È un nome di tradizione letteraria, che gode di scarsa diffusione; è ripreso dallo pseudonimo "Enotrio Romano" usato da Giosuè Carducci per le sue opere giovanili; Carducci lo trasse dal nome dell'Enotria, un'antica regione dell'Italia meridionale, con il significato di "abitante dell'Enotria".
Il nome di tale regione, in greco Οἰνωτρία (Oinotria), deriva da vocabolo οἶνος (oînos, "vino") o da οἴνωτρος (oinotros, "palo della vite"), con il significato di "terra del vino"; alcune fonti fanno derivare il nome della regione da quello di Enotro (in greco Οἴνωτρος, Oinotros), un personaggio della mitologia greca, riconducendo quest'ultimo a οἶνος (oînos, "vino") e τρέπω (trepo, "girarsi", "rivolgersi"), col possibile significato complessivo di "dedito al vino".

## Onomastico
Il nome è adespota, non essendoci santi che lo abbiano portato. L'onomastico può essere quindi festeggiato il 1º novembre, per la festa di Tutti i Santi.

## Persone
- Francesco Enotrio Ladenarda, vero nome di Andrea Lo Forte Randi, scrittore italiano
- Enotrio Pugliese, pittore italiano